# Consolidated P2Y

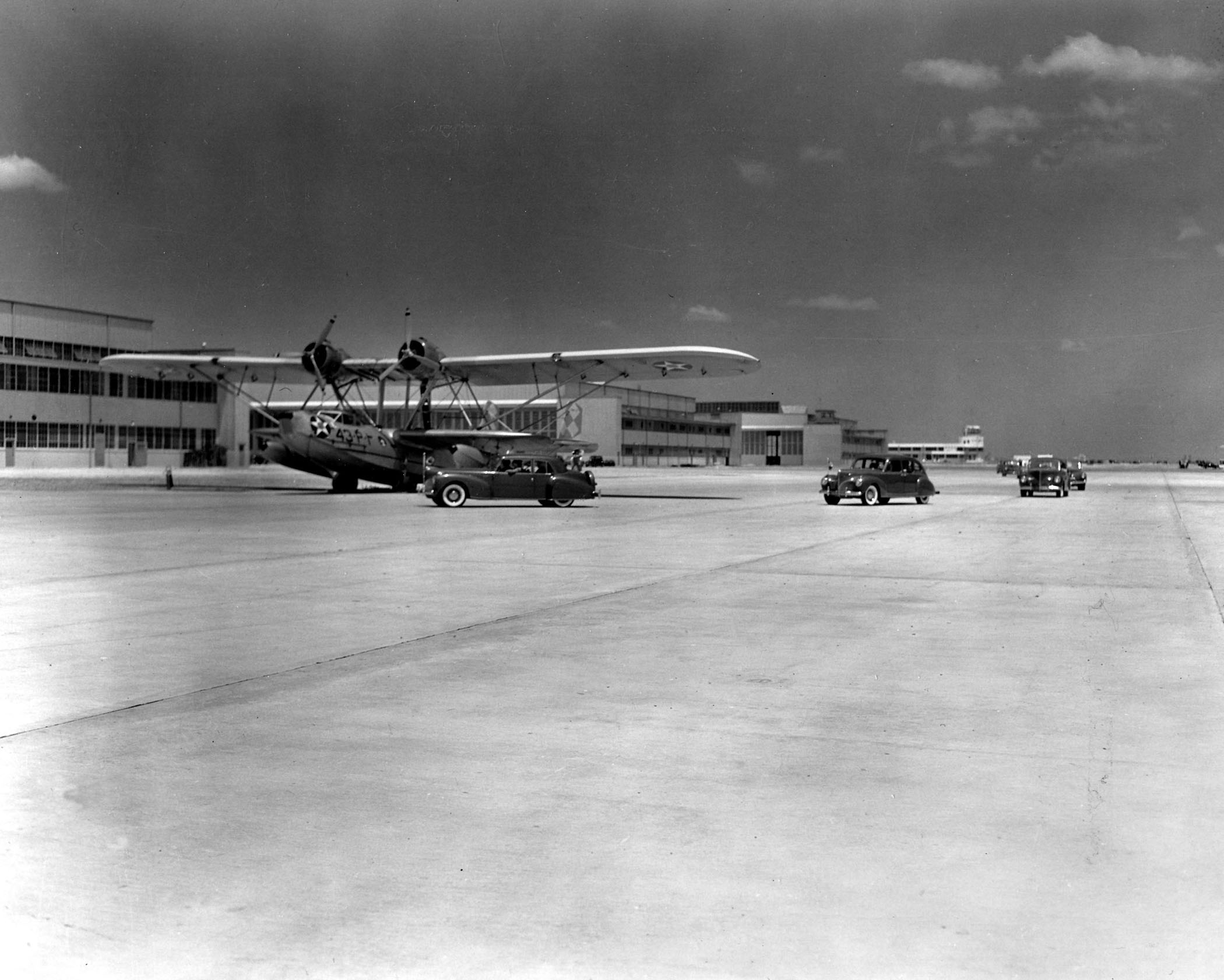
Un P2Y-3 del VP-43 presso la Naval Air Station di Jacksonville, Florida (USA) nel 1941.

Il Consolidated P2Y era un idroricognitore bimotore a scafo centrale ad ala alta a parasole prodotto dall'azienda statunitense Consolidated Aircraft Corporation negli anni trenta.

## Storia del progetto
Il P2Y è stato il secondo idrovolante realizzato dalla Consolidated. Il progetto, disegnato dal capitano Dick Richardson in collaborazione con Isaac M. “Mac” Laddon, si deve ad una specifica emessa il 28 febbraio 1928 dalla United States Navy. Al concorso partecipò, oltre alla Consolidated, la Glenn L. Martin Company che presentò il Martin P3M-1 e P3M-2 e che gli venne preferita aggiudicandosi il contratto di fornitura.
La costruzione del prototipo, al quale venne assegnata la denominazione Model 9, XPY-1, venne iniziata nel marzo 1928 ed alla fine dello stesso anno risultava già completata dalle maestranze. Ai comandi del tenente A. W. Gorton venne portato in volo per la prima volta il 10 gennaio 1929 dalla Naval Air Station Anacostia, Washington.
Il 26 maggio 1931 la U.S. Navy stipulò con la Consolidated un nuovo contratto per la fornitura di un prototipo basato sullo sviluppo del Model 9, XPY-1, denominato  Model 22 Ranger. Per realizzare il nuovo modello vennero utilizzate parti del precedente Model 16 Commodore quale, ad esempio, la cabina di pilotaggio chiusa e dotata di ampia vetratura, e denominato XP2Y-1 dalla U.S. Navy. Il velivolo era caratterizzato da una configurazione alare sesquiplana ed utilizzava la stessa ala alta a parasole da 30,48 m (100 ft) montata superiormente abbinata ad una di dimensioni minori montata a sbalzo sulla parte superiore dello scafo, quest'ultima in sostituzione delle aste a cui erano collegati i puntoni dei galleggianti stabilizzatori nel XPY-1. La propulsione era affidata a due motori radiali  Wright R-1820-E1 Cyclone collocati all'interno di cappottature "narrow-chord" sotto l'ala superiore. Un terzo motore collocato su una struttura al centro dell'ala venne dapprima utilizzato nel primo test nell'aprile 1932 ma rimosso subito dopo.
Il 7 luglio 1931 la U.S. Navy emanò un ordine per la fornitura di 23 esemplari della versione P2Y-3, modelli similari ai P2Y-2 modificati dall'originale lotto di P2Y-1

## Impiego operativo
Dalla metà del 1933, il P2Y venne assegnato agli squadroni VP-10F e VP-5F con i quali effettuò in formazione una serie di voli a lungo raggio. Nel 1936 almeno 21 esemplari di P2Y-1 vennero modificati allo standard P2Y-2, utilizzati inizialmente dal VP-5F e VP-10F fino al 1938 e trasferiti successivamente VP-14 (poi VP-52) e VP-15.
Il primo P2Y-3 venne consegnato al VP-7F nel 1935, e questa versione venne utilizzata dal VP-4F a Pearl Harbor e nel 1939 era operativa con i VP-19, VP-20, e VP-21 (questi tre squadroni vennero poi ridesignati rispettivamente VP-43, VP-44, e VP-14). Dalla fine del 1941 tutti gli P2Y-2 e P2Y-3 vennero ritirati dal servizio attivo e raggruppati presso la Pensacola Naval Air Station.

## Versioni
- XP2Y-1 – prototipo, realizzato in un esemplare[1]
- P2Y-1 – versione del Commodore destinata alla U.S. Navy. 23 esemplari ordinati il 7 luglio 1931, e consegnati il 1º febbraio 1933 al Patrol Squadron 10 (VP-10) presso Norfolk, in Virginia[3]
- P2Y-1C – un esemplare consegnato in Colombia nel dicembre 1932[1]
- P2Y-1J – un esemplare consegnato in Giappone nel gennaio 1935[1]
- XP2Y-2 – prototipo realizzato in un esemplare[1]
- P2Y-2 – versione del P2Y-1motorizzata con i più potenti R-1820-88. Gli altri P2Y-1vennero riconvertiti nel 1936[3]
- P2Y-3 – era la versione di serie della versione P2Y-2. 23 esemplari ordinati il 27 dicembre 1933, ed entrati in servizio con il VP-7 nei primi mesi del 1935[3]

## Utilizzatori
Argentina
- Fuerza Aérea Argentina - P2Y-3A, sei esemplari

 Colombia
- Aviación Naval - P2Y-1C, un esemplare

 Giappone
- Dai-Nippon Teikoku Kaigun Kōkū Hombu - P2Y-1J ridenominato HXC, un esemplare

 Stati Uniti
- United States Navy